# Stowarzyszenie Polaków Kiejdan
Stowarzyszenie Polaków Kiejdan – litewskie stowarzyszenie założone w 2000 roku, krzewiące polskie tradycje narodowe, mowę i kulturę.

## Opis
Żmudź i Litwę centralną, szczególnie Laudę – obszar nad rzeką Lauda, między Poniewieżem, Kiejdanami i Szawlami – zamieszkują Polacy, którzy pielęgnują polską kulturę, tradycje i mowę, mimo wielu trudności takich jak: brak polskich szkół czy mszy św. odprawianych w języku polskim. Domy polskie oddalone są między sobą o dziesiątki kilometrów, podobnie jak ośrodki zamieszkane przez większe grupy Polaków. Mniejszość polska jest tu mniej liczna niż ta na Wileńszczyźnie. W rejonie kiejdańskim zamieszkuje ok. pół tysiąca Polaków, co stanowi ok. 0,5 procenta mieszkańców.
W 1994 r. grupa aktywnych Polaków rozpoczęła działalność w Kiejdanach, w efekcie której powstało Koło Związku Polaków na Litwie ZPL przy Oddziale Kowieńskim. Na prezesa wybrano Irenę Duchowską, poetkę i nauczycielkę fizyki w szkole średniej w Akademii. Od 1996 r. koło funkcjonuje jako Oddział ZPL „Lauda”. W 2000 r. Stowarzyszenie Polaków Kiejdan (SPK) zostało zarejestrowane w samorządzie rejonu kiejdańskiego. Prezesem została również Irena Duchowska.

## Cele
Celem SPK jest zachowanie i pielęgnowanie polskich tradycji, kultury i mowy dla obecnych i przyszłych pokoleń, nawiązanie więzi kulturalnych z polskimi organizacjami na Litwie i w innych państwach. W ramach celów statutowych stowarzyszenie prowadzi Dom Polski w Kiejdanach. Oprócz odległości dzielących Polaków głównym problemem jest brak polskiego szkolnictwa. Stowarzyszenie przywiązuje dużą wagę do kwestii wychowania młodego pokolenia, poprzez pielęgnowanie pamięci i dumy z polskich korzeni. Od 1994 r. w Akademii i w Kiejdanach działa Szkółka Języka Polskiego. Absolwenci często kontynuują naukę na studiach w Polsce lub pracują w placówkach polskich na Litwie.

## Działalność

### Zespół „Issa”
W 1998 r. powstał Polski Zespół Pieśni Ziemi Kiejdańskiej „Issa”. Jest to jedyny zespół polski na Żmudzi. Inicjatorką i prezesem zespołu została Irena Duchowska. Jest też aktorką tekstów, jakie wykonuje zespół. W funkcjonowaniu zespołu wspiera ją Stowarzyszenia Polaków Kiejdan.
Pierwszym kierownikiem muzycznym zespołu „Issa” była nauczycielka muzyki ucząca w szkole średniej w Akademii Violeta Glembockaite. Kolejno tę funkcję pełnili: kompozytor Vaclovas Šablevičius, Zenonas Bernadišius, Aušra Kazlauskiene i inni. Od 2004 r. zespołem opiekuje się Waleria Wansewicz. Zespół wykonuje piosenki z regionu Laudy, bierze udział w festiwalach i koncertach, zarówno na Litwie, jak i w Polsce.

### Uniwersytet III Wieku
W ramach Stowarzyszenia Polaków Kiejdan działa Uniwersytet III Wieku. Od 2009 roku organizowane są wykłady w Kiejdanach. W 2015 roku powstała filia w Kownie, której prezesem jest Franciszka Abramowicz, a od 2016 roku działa filia w Poniewieżu, której prezesem została Regina Czyrycka.

### Inne
Stowarzyszenia Polaków Kiejdan organizuje Dni Kultury Polskiej na Laudzie i Żmudzi, Festyn Kultury Polskiej „Znad Issy” w Kiejdanach, Festiwal Kultury Polskiej w Poniewieżu, spotkania literackie, obchody Świąt Niepodległości RP, Konstytucji 3 Maja i spotkania okolicznościowe z rodakami.